# اقتصادزدایی (کتاب)
اقتصادزدایی: امپراتور برهنه علوم اجتماعی (به انگلیسی: Debunking Economics: The Naked Emperor of the Social Sciences)، کتابی نوشته استیو کین اقتصاددان دربارهٔ مشکلات اقتصاد جریان اصلی است. این کتاب در ابتدا توسط زد بوکز در سال 2001 منتشر شد و نسخه اصلاح‌شده و به‌روز آن در سال ۲۰۱۱ منتشر شد. نسخه‌های ترجمه‌شده نیز به زبان‌های اسپانیایی، فرانسوی و چینی منتشر شد. این کتاب برای یک خواننده عام مناسب است و از کلمات و ارقام به‌جای معادلات برای بیان نکات خود استفاده می‌کند، و برای کسانی است که حداقل دانش پایه‌ای از اقتصاد دارند.

## شرح
این کتاب بسیاری از ایده‌ها و مفروضات کلیدی اقتصاد نئوکلاسیک را مورد انتقاد قرار می‌دهد. این کتاب استدلال می‌کند که اجزای نظریه مانند منحنی‌های تقاضا، که قرار است رفتار کل مصرف‌کنندگان را نشان دهند، ساختارهای نظری هستند که پشتیبانی تجربی کمی دارند. کین نظریه بنگاه را زیر سؤال می‌برد و استدلال می‌کند که انحصارها می‌توانند نقش مفیدی داشته باشند. او همچنین بحث «سرمایه کمبریج» در دهه ۱۹۶۰ را بازبینی می‌کند تا استدلال کند که ایده‌هایی مانند سرمایه و سود تعریف‌های نادرستی هستند.
یکی از انتقادات اصلی کتاب این است که مدل‌ها یا نظریه‌های کلان اقتصادی مانند فرضیه بازار کارآ بر این فرض تکیه می‌کنند که اقتصاد را می‌توان در حالت تعادل یا نزدیک به آن دید. اما به گفته کین، این ساده‌سازی بیش از حد، روشی است که اقتصاد واقعی رفتار می‌کند. او استدلال می‌کند که اقتصاددانان باید با ابزارهای ریاضی مورد نیاز برای مطالعه سیستم‌های پویا مانند معادلات دیفرانسیل غیرخطی بیش‌تر آشنا شوند.
بخش پایانی به بحث در مورد جایگزین‌های ممکن، مانند اقتصاد مارکسی، مکتب اتریش، اقتصاد پیچیدگی و غیره می‌پردازد. کین نتیجه می‌گیرد که اگرچه هیچ‌یک از این تئوری‌ها کاملاً رضایت‌بخش نیستند، پی‌گیری آن‌ها ممکن است به درک واقعی‌تری از اقتصاد منجر شود.

## بررسی‌ها
جان کویگین اقتصاددان در بررسی خود از این کتاب نوشت:
«درحالی‌که کین نکات مهمی را بیان کرده‌است، ادعای او مبنی بر «رد کردن» اقتصاد زودرس به‌نظر می‌رسد. در مجموع، به‌نظر می‌رسد امیدوارکننده‌ترین پاسخ به مشکلات شناسایی‌شده توسط کین، توسعه مداوم رویکردهای پیچیده‌تر و واقع‌بینانه‌تر به اقتصاد جریان اصلی و پرورش دیدگاهی باز و شکاک از جهان باشد که در آن نظریه‌های اقتصادی به‌عنوان ابزاری برای کمک به فهم و نه به‌عنوان بدنه‌های وحی دریافت‌شده مشاهده می‌شود».
در بررسی اقتصاد اتریش، اقتصاددانان رابرت مورفی و جین کالاهام نوشتند که «کین در اشتیاق خود برای حمله به اقتصاد جریان اصلی، بیش از حد عمل کرده‌است." با این حال، آن‌ها نتیجه می‌گیرند که «کین سؤالات مهمی را مطرح می‌کند، حتی اگر نتوانیم در مورد همه پاسخ‌هایش با او همراهی کنیم».
پیتر کریزل، اقتصاددان، این کتاب را به‌عنوان «کتاب مهمی برای افراد غیراقتصاددان توصیف کرد تا به درک محدودیت‌ها و کاستی‌های آموزه‌های نئوکلاسیک ارتدکس که بیش‌تر سیاست‌ها و بسیاری از مطالعات اقتصاد را هدایت می‌کنند، کمک کند. با این حال، خواننده باید مراقب باشد، زیرا برخی استدلال‌ها بیش از حد پیچیده‌است، و برخی از ادعاها علیه ارتدکس بیش از حد افراطی است.»
جورج مونبیوت در مقاله‌ای دربارهٔ نسخه اصلاح‌شده ۲۰۱۱ نوشت: «نمودارها و ارقامی که در آن وجود دارد، گزارش قانع‌کننده‌تری از علل سقوط و تکامل احتمالی آن نسبت به هر چیزی که هنوز از خیابان کانستیتیشن یا خیابان تردنیدلز بیرون آمده‌است، ارائه می‌کند.»